# Музей восковых фигур
Музей восковых фигур — вид музея, коллекцию которого составляют скульптуры, выполненные из воска и имеющие портретное сходство с известными персонами прошлого и настоящего (см. Восковая скульптура).
В некоторых подобных музеях организованы так называемые «комнаты ужаса», где выставлены наиболее пугающие работы. Существуют также специализированные коллекции, например, музеи восковых медицинских моделей, используемые для обучения. Многие музеи, расположенные в исторических зданиях, используют фигуры из воска в качестве предметов оформления.
История музеев восковых фигур прослеживается по меньшей мере с начала XVIII века, а до этого времени восковые надгробные изваяния почивших монархов и других исторических личностей непременно привлекали туристов и паломников.

## История
Создание восковых фигур в натуральную величину с использованием аутентичной одежды появилось из погребальных традиций европейских монархий. В Средние века было принято нести тело умершего члена королевской семьи в полном одеянии на крышке гроба, что в жаркую погоду приводило к нежелательным последствиям. В качестве замены разлагающемуся человеческому телу стали использоваться эффигии из воска в настоящей одежде. При этом изготавливать требовалось только открытые части тела: голову и руки. После похорон восковая фигура часто оставалась рядом с гробницей или в другом месте церкви и становилась предметом интереса посетителей, в том числе с платным доступом.
Музей Вестминстерского аббатства в Лондоне располагает коллекцией восковых эффигий британских монархов, начиная с Эдуарда III (умер в 1377 году), а также таких персоналий, как Горацио Нельсон и Френсис Стюарт, герцогиня Ричмонд (вместе с которой на обозрение выставлено чучело её попугая). Начиная с похорон Карла II в 1680 году, фигуры монархов не располагались на гробе, а изготавливались специально для посмертной демонстрации. Эффигия Карла II, стоящая, с открытыми глазами, была доступна для публики до начала XIX века, когда все эффигии были удалены из аббатства. Фигура адмирала Нельсона, созданная через год после его смерти в 1805 году, стала исключительно туристической достопримечательностью, причём его могила вообще находилась не в Вестминстерском аббатстве, а в Соборе Святого Павла, где по решению правительства должны были хоронить важных исторических деятелей. Заботясь о доходах, аббатство решило создать собственную достопримечательность, посвящённую Нельсону.
В европейских монархиях, включая французскую, также распространилось увлечение восковыми фигурами. Французский придворный художник и скульптор Антуан Бенуа (1632—1717) создал фигуру короля Людовика XIV. В своём парижском доме Бенуа выставил коллекцию из 43 восковых скульптурных портретов лиц королевского круга. Впоследствии король позволил демонстрировать эти восковые фигуры по всей Франции. Мастерство Бенуа получило такое признание, что король Англии Яков II в 1684 году пригласил художника создать собственную фигуру и нескольких придворных. Пётр I, впечатлённый выставкой в Версале, заказал собственный скульптурный портрет в сидячем положении, сохранившийся до настоящего времени. В 1740 году восковые фигуры датских короля и королевы создал придворный художник Йоганн Саломон Валь.

### Первые музеи восковых фигур
Музей восковых фигур Королевского двора Англии, в котором было выставлено 140 скульптур в натуральную величину, в некоторых случаях, имевших движущиеся части, открылся на Флит-стрит в Лондоне в 1711 году. С 1770 по 1802 годы в Париже работал музей восковых фигур французских королей и придворных Cabinet de Cire, открытый Филиппом Кюртюсом. В 1783 году его дополнила Caverne des Grandes Voleurs («Пещера великих воров»), один из первых «музеев ужасов». Коллекция была завещана Марии Тюссо, которая во время Великой французской революции сделала несколько посмертных масок казнённых членов королевского двора.
Восковые фигуры были известны и в царской России. В августе 1817 года А. Я. Булгаков писал брату из Петербурга в Москву: «Идучи без дела, вижу над перспективой афишку. Что такое? Кабинет восковых фигур. Я заплатил два рубля — и сразу обнаружил себя в обществе знаменитых личностей. Я отскочил на два шага перед мсье Наполеоном, что меряет взглядом с головы до ног губернатора Св. Елены, передавая бумагу Бертрану; чуть дальше Веллингтон с Блюхером разглядывают карту; ещё дальше прощание Нея с женой и детьми; ещё дальше Crapauléon с мамашей; ещё дальше простофиля Жозеф…»

### Развитие музеев
К концу XIX века большинство крупных городов обзавелись собственными музеями восковых фигур, которые оставались популярны в течение ста лет. В конце XX века начался спад интереса к этим музеям в связи с появлением новых развлечений.
Мадам Тюссо стала одной из самых известных персоналий, ассоциируемых с музеями восковых фигур. В 1835 году она открыла первую постоянную экспозицию в Лондоне на Бейкер-стрит. В настоящее время филиалы музея открыты в Амстердаме, Берлине, Гонконге, Шанхае и четырёх городах США: Лас-Вегасе, Нью-Йорке, Вашингтоне и Голливуде.
Одним из наиболее популярных музеев восковых фигур в США являлся Movieland Wax Museum в Буэна-Парк, штат Калифорния. Он открылся в 1962 году и постоянно пополнялся фигурами известных представителей шоу-бизнеса. Несколько звёзд присутствовали на открытии собственных скульптурных портретов. 31 октября 2005 года музей был закрыт из-за малого количества посетителей. Другой известный американский музей — Hollywood Wax Museum в Голливуде, штат Калифорния. Он почти полностью посвящён актёрам и их ролям, представляя посетителям сцены из известных фильмов.
В 1970 году открылся канадский Royal London Wax Museum, расположенный в Виктории, провинция Британская Колумбия. В 2010 году музей был закрыт на реконструкцию.
Ирландский национальный музей восковых фигур в Дублине создавался усилиями только одного скульптора Пи-Джей Эрати. После закрытия музея он продолжал создавать фигуры в ожидании повторного открытия.
В 1973 году в Барселоне (Испания) был открыт аналогичный музей. В этом музее есть комната, где представлены сцены убийств важных исторических лиц .
В Индии крупнейшим музеем восковых фигур должен стать Mother's Wax Museum (MWM), названный в честь Матери Терезы.  Открытие запланировано на 10 ноября 2014 года в городе Калькутта. Его площадь составит более 450 м². Публике будут представлены 19 фигур.
- The Beatles в Музее мадам Тюссо.
- Елизавета Баварская (Сиси) в Panoptikum Hamburg.
- Селин Дион в Musée Grévin Montreal.
- Жоан Миро, Диего Веласкес и Пабло Пикассо в Музее Восковых фигур Барселоны